# Pteropsiella frondiformis
Pteropsiella frondiformis är en bladmossart som beskrevs av Richard Spruce. Pteropsiella frondiformis ingår i släktet Pteropsiella och familjen Lepidoziaceae. Inga underarter finns listade i Catalogue of Life.